# Elo
Elo (též rating Elo, koeficient Elo nebo hodnocení Elo) je statistické ohodnocení výkonnosti hráče či týmu na základě výsledků jeho her podle systému, jehož autorem byl Arpad Elo. Systém Elo byl zaveden nejdříve v šachu (v USA od roku 1959, celosvětově od roku 1970), lze ho však použít pro jakoukoli hru, v níž se střetávají dvojice hráčů nebo družstev. Může se také použít v jiných oblastech, například pro hodnocení obtížnosti otázek a schopností žáků při učení.
Elo se někdy chybně píše velkými písmeny (ELO), není to však zkratka, nýbrž příjmení tvůrce, proto se má správně psát velké jen první písmeno.
V šachu se rating zpravidla dělí na Elo národní (vydávané národními šachovými federacemi) a mezinárodní (vydávané FIDE). FIDE Elo se vydává vždy na začátku nového kalendářního měsíce. České národní Elo se vydává na začátku ledna, května a září.

## Výpočet

### Průběžná metoda
Jedná se o aktualizaci hodnocení Elo na základě výsledku odehraných partií.
Z rozdílu bodů v Elo mezi dvěma hráči je možné stanovit očekávaný výsledek partie (resp. výsledek série partií) mezi těmito dvěma hráči. Přepočet rozdílu na pravděpodobnost výhry udává následující tabulka:
| rozdíl v bodech Elo mezi 2 hráči | pravděpodobnost výhry {\displaystyle P} | pravděpodobnost výhry {\displaystyle P} |
| rozdíl v bodech Elo mezi 2 hráči | silnějšího hráče                        | slabšího hráče                          |
| -------------------------------- | --------------------------------------- | --------------------------------------- |
| 0–3                              | 50 %                                    | 50 %                                    |
| 4–10                             | 51 %                                    | 49 %                                    |
| 11–17                            | 52 %                                    | 48 %                                    |
| 18–25                            | 53 %                                    | 47 %                                    |
| 26–32                            | 54 %                                    | 46 %                                    |
| 33–39                            | 55 %                                    | 45 %                                    |
| 40–46                            | 56 %                                    | 44 %                                    |
| 47–53                            | 57 %                                    | 43 %                                    |
| 54–61                            | 58 %                                    | 42 %                                    |
| 62–68                            | 59 %                                    | 41 %                                    |
| 69–76                            | 60 %                                    | 40 %                                    |
| 77–83                            | 61 %                                    | 39 %                                    |
| 84–91                            | 62 %                                    | 38 %                                    |
| 92–98                            | 63 %                                    | 37 %                                    |
| 99–106                           | 64 %                                    | 36 %                                    |
| 107–113                          | 65 %                                    | 35 %                                    |
| 114–121                          | 66 %                                    | 34 %                                    |
| 122–129                          | 67 %                                    | 33 %                                    |
| 130–137                          | 68 %                                    | 32 %                                    |
| 138–145                          | 69 %                                    | 31 %                                    |
| 146–153                          | 70 %                                    | 30 %                                    |
| 154–162                          | 71 %                                    | 29 %                                    |
| 163–170                          | 72 %                                    | 28 %                                    |
| 171–179                          | 73 %                                    | 27 %                                    |
| 180–188                          | 74 %                                    | 26 %                                    |
| 189–197                          | 75 %                                    | 25 %                                    |
| 198–206                          | 76 %                                    | 24 %                                    |
| 207–215                          | 77 %                                    | 23 %                                    |
| 216–225                          | 78 %                                    | 22 %                                    |
| 226–235                          | 79 %                                    | 21 %                                    |
| 236–245                          | 80 %                                    | 20 %                                    |
| 246–256                          | 81 %                                    | 19 %                                    |
| 257–267                          | 82 %                                    | 18 %                                    |
| 268–278                          | 83 %                                    | 17 %                                    |
| 279–290                          | 84 %                                    | 16 %                                    |
| 291–302                          | 85 %                                    | 15 %                                    |
| 303–315                          | 86 %                                    | 14 %                                    |
| 316–328                          | 87 %                                    | 13 %                                    |
| 329–344                          | 88 %                                    | 12 %                                    |
| 345–357                          | 89 %                                    | 11 %                                    |
| 358–374                          | 90 %                                    | 10 %                                    |
| 375–391                          | 91 %                                    | 9 %                                     |
| 392–411                          | 92 %                                    | 8 %                                     |
| 412–432                          | 93 %                                    | 7 %                                     |
| 433–456                          | 94 %                                    | 6 %                                     |
| 457–484                          | 95 %                                    | 5 %                                     |
| 485–517                          | 96 %                                    | 4 %                                     |
| 518–559                          | 97 %                                    | 3 %                                     |
| 560–619                          | 98 %                                    | 2 %                                     |
| 620–735                          | 99 %                                    | 1 %                                     |

Například jestliže jeden hráč má hodnocení Elo 1300 a druhý 1600, lze očekávat, že druhý hráč vyhraje s pravděpodobností 85 %. Pokud je toto očekávání naplněno, Elo hráčů se nezmění, pokud naplněno není (hráč vyhraje buď vícekrát nebo méněkrát), dojde k opravě Elo obou hráčů podle vzorce:
{\displaystyle R_{N}=R_{o}+K\cdot (W-W_{E})}, kde {\displaystyle R_{N}} je nový Elo rating hráče, {\displaystyle R_{o}} původní Elo rating hráče, {\displaystyle K} koeficient rozvoje (viz dále), {\displaystyle W} dosažený počet bodů (počítá se 1 b. za výhru, 0 b. za prohru a za remízu 0,5b.) a {\displaystyle W_{E}} očekávaný počet bodů (jestliže hráč má např. vyhrát, tj. získat 1 bod, s pravděpodobností 85 %, je u takové partie očekávaný bodový zisk 1·85 % = 0,85 bodů), pokud se Elo počítá ze série partií s různými soupeři, může se určit očekávaný počet bodů z rozdílu Elo hráče a průměru Elo všech jeho soupeřů.
V předcházejícím vzorci pro výpočet nové hodnoty Elo můžeme očekávaný počet bodů (pravděpodobnost výhry) vyjádřit vzorcem:
{\displaystyle W_{E}={\frac {1}{1+10^{\frac {R_{B}-R_{A}}{400}}}}}, kde {\displaystyle R_{B}} je Elo soupeře a {\displaystyle R_{A}} je Elo hráče, pro kterého se nové Elo počítá.

#### Nová hodnota Elo hráče (komplexní vzorec)
Pokud bychom tyto dva vztahy dali dohromady, můžeme pak novou hodnotu Elo hráče definovat jako:
{\displaystyle R_{N}=R_{A}+K\cdot \left(W-{\frac {1}{1+10^{\frac {R_{B}-R_{A}}{400}}}}\right)}
{\displaystyle R_{N}} ... nová hodnota Elo hráče.
{\displaystyle R_{A}} ... původní hodnota Elo hráče.
{\displaystyle R_{B}} ... původní hodnota Elo soupeře.
{\displaystyle K} ..... koeficient rozvoje hráče.
{\displaystyle W} .... dosažený počet bodů hráče.

#### Koeficient rozvoje
Výše koeficientu rozvoje ovlivňuje vliv aktuální partie (resp. vliv starého hodnocení Elo) na nově počítané Elo – čím je koeficient vyšší, tím větší vliv má na výsledné hodnocení výsledek nejnovější partie (resp. nejnovější série partií, z kterých je Elo právě počítáno). Pokud by se Elo počítalo jen z několika posledních partií, byly by přeceněny výsledky úspěšných hráčů a podceněny výsledky neúspěšných hráčů. Je proto potřeba započítávat i vliv starších partií, tj. při výpočtu nového Elo vycházet z již získaného Elo. Pokud by se naopak přisuzovalo příliš mnoho váhy starému hodnocení, Elo by se měnilo příliš pomalu a nebylo by schopno včas reagovat na vývoj schopností hráče. V praxi se užívají hodnoty koeficientu rozvoje od 10 do 32. Např. v ČR se pro hráče s Elo vyšším než 2399 užívá koeficient K = 10, neboť se předpokládá, že je jejich hodnocení již stabilizované, pro hráče s Elo nižším než 2400 je používán koeficient K = 15 a pro hráče mladšího 20 let s Elo nižším než 2200 je používán koeficient K = 25, neboť se u této věkové skupiny předpokládá dynamický vývoj výkonnosti.

#### Příklad výpočtu
Dejme tomu, že 16letý hráč A s Elo 1200 si zahraje partii s 15letým hráčem B, jehož Elo činí 1000. Oba dva mají méně než 20 let, použijeme proto koeficient rozvoje 25. Rozdíl Elo činí 200, tj. očekávaný zisk hráče A je 0,76 bodu, očekávaný zisk hráče B je 0,24 bodu (viz tabulku). Mohou nastat tyto možnosti:
- jestliže hráč A skutečně vyhraje, získá 1 bod (oproti očekávanému 0,76b.) a jeho nové Elo bude o šest bodů vyšší: 1200 + 25·(1-0,76) = 1206. Elo hráče B o těchto 6 bodů poklesne: oproti očekávanému 0,24b. získal 0b., nové Elo proto bude 1000 + 25·(0-0,24) = 994.
- jestliže vyhraje hráč B, tj. získá 1 b. (oproti očekávanému 0,24b.), jeho nové Elo bude 1000 + 25·(1-0,24) = 1019. Nové Elo hráče A o těchto 19 bodů poklesne: 1200 + 25·(0-0,76) = 1181
- jestliže hráči remizují, tj. oba získají 0,5b., bude nové Elo u hráče A rovno 1200 + 25·(0,5-0,76) = 1193,5; po zaokrouhlení 1194, a nové Elo hráče B bude rovno 1000 + 25·(0,5-0,24) = 1006,5, zaokrouhlí se na 1007.

### Periodická metoda
Tato metoda dovoluje vypočítat Elo u nových hráčů, kteří ještě hodnocení Elo nemají. U periodické metody se vypočítá Elo hráče na základě jeho výsledků v sérii partií a na základě znalosti Elo jeho spoluhráčů podle vzorce:
{\displaystyle R_{P}=R_{C}+D(P)}, kde {\displaystyle R_{P}} je výkonnost hráče vyjádřená v Elo, {\displaystyle R_{C}} průměr Elo všech jeho soupeřů a {\displaystyle D(P)} je oprava podle procentuální úspěšnosti hráče (kolik procent z celkového možného počtu bodů skutečně získal) podle následující tabulky:
| úspěšnost hráče | {\displaystyle D(P)} |
| --------------- | -------------------- |
| 100 %           | +766                 |
| 99 %            | +677                 |
| 98 %            | +589                 |
| 97 %            | +538                 |
| 96 %            | +501                 |
| 95 %            | +470                 |
| 94 %            | +444                 |
| 93 %            | +422                 |
| 92 %            | +401                 |
| 91 %            | +383                 |
| 90 %            | +368                 |
| 89 %            | +351                 |
| 88 %            | +336                 |
| 87 %            | +322                 |
| 86 %            | +309                 |
| 85 %            | +296                 |
| 84 %            | +284                 |
| 83 %            | +273                 |
| 82 %            | +262                 |
| 81 %            | +251                 |

| úspěšnost hráče | {\displaystyle D(P)} |
| --------------- | -------------------- |
| 80 %            | +240                 |
| 79 %            | +230                 |
| 78 %            | +220                 |
| 77 %            | +211                 |
| 76 %            | +202                 |
| 75 %            | +193                 |
| 74 %            | +184                 |
| 73 %            | +175                 |
| 72 %            | +166                 |
| 71 %            | +158                 |
| 70 %            | +149                 |
| 69 %            | +141                 |
| 68 %            | +133                 |
| 67 %            | +125                 |
| 66 %            | +117                 |
| 65 %            | +110                 |
| 64 %            | +102                 |
| 63 %            | +95                  |
| 62 %            | +87                  |
| 61 %            | +80                  |

| úspěšnost hráče | {\displaystyle D(P)} |
| --------------- | -------------------- |
| 60 %            | +72                  |
| 59 %            | +65                  |
| 58 %            | +57                  |
| 57 %            | +50                  |
| 56 %            | +43                  |
| 55 %            | +36                  |
| 54 %            | +29                  |
| 53 %            | +21                  |
| 52 %            | +14                  |
| 51 %            | +7                   |
| 50 %            | 0                    |
| 49 %            | −7                   |
| 48 %            | −14                  |
| 47 %            | −21                  |
| 46 %            | −29                  |
| 45 %            | −36                  |
| 44 %            | −43                  |
| 43 %            | −50                  |
| 42 %            | −57                  |
| 41 %            | −65                  |

| úspěšnost hráče | {\displaystyle D(P)} |
| --------------- | -------------------- |
| 40 %            | −72                  |
| 39 %            | −80                  |
| 38 %            | −87                  |
| 37 %            | −95                  |
| 36 %            | −102                 |
| 35 %            | −110                 |
| 34 %            | −117                 |
| 33 %            | −125                 |
| 32 %            | −133                 |
| 31 %            | −141                 |
| 30 %            | −149                 |
| 29 %            | −158                 |
| 28 %            | −166                 |
| 27 %            | −175                 |
| 26 %            | −184                 |
| 25 %            | −193                 |
| 24 %            | −202                 |
| 23 %            | −211                 |
| 22 %            | −220                 |
| 21 %            | −230                 |

| úspěšnost hráče | {\displaystyle D(P)} |
| --------------- | -------------------- |
| 20 %            | −240                 |
| 19 %            | −251                 |
| 18 %            | −262                 |
| 17 %            | −273                 |
| 16 %            | −284                 |
| 15 %            | −296                 |
| 14 %            | −309                 |
| 13 %            | −322                 |
| 12 %            | −336                 |
| 11 %            | −351                 |
| 10 %            | −366                 |
| 9 %             | −383                 |
| 8 %             | −401                 |
| 7 %             | −422                 |
| 6 %             | −444                 |
| 5 %             | −470                 |
| 4 %             | −501                 |
| 3 %             | −538                 |
| 2 %             | −589                 |
| 1 %             | −677                 |
| 0 %             | −766                 |

### Přesnost výpočtu
Hráči nehrají pokaždé stejně dobře, jejich aktuální výkon kolísá kolem určité střední hodnoty, jejímž odhadem je právě Elo. Odhad je tím přesnější, čím častěji hráč hraje a čím více her hráč odehrál. První hodnocení Elo se proto počítá až po odehrání stanoveného počtu partií, ve FIDE po 9 partiích, v ČR po 18.
| počet odehraných her | odchylka v Elo |
| -------------------- | -------------- |
| 5                    | ± 85 bodů      |
| 9                    | ± 64 bodů      |
| 15                   | ± 49 bodů      |
| 20                   | ± 42 bodů      |
| 30                   | ± 35 bodů      |

## Omezení systému Elo
Na Elo je třeba pohlížet jako na odhad relativní síly hráče. Např. pokud se spolu utkají 2 hráči s Elo 1200 a po nějaké době, kdy oba trénovali a u obou došlo k podobně velkému zlepšení, se utkají znovu, hodnocení Elo tento absolutní nárůst výkonnosti obou hráčů není schopen zachytit. Další omezení se týká regionální podmíněnosti – když je hodnocení založeno na hře mezi stále stejnými hráči (šachový oddíl, návštěvníci jednoho šachového serveru, …), ztrácí svou vypovídací hodnotu. Je velmi důležité, aby hráči navštěvovali různé soutěže, kde mohou hrát s mnoha různými soupeři.
Pokud výkonnost hráče zůstává konstantní, jeho Elo má tendenci v čase klesat. Jev je způsoben tím, že schopnosti jeho soupeřů se v průměru časem zlepšují, čímž se zvyšuje šance, že jej porazí a jeho Elo tedy klesne, přestože si hráč může zachovávat svou výkonnost.
U šachů jsou pak specifické některé další jevy – např. bílý je zvýhodněný oproti černému, ale systém Elo zvýhodnění začínajícího nebere v potaz.
Výše zmíněné i jiné nedokonalosti hodnocení Elo vedou různé (např. šachové) organizace k tomu, že systém Elo implementují v modifikované podobě (přidávají různé koeficienty, připočítávají konstanty apod.), které mají za cíl systém Elo zpřesňovat. Konkrétní používané způsoby výpočtu Elo se v různých organizacích více či méně liší, příslušné vzorce lze najít v závazných dokumentech dané organizace. Typicky se různě volí koeficienty rozvoje, Elo se počítá různě v závislosti na různých druzích turnajů, počtu odehraných partií, v různých hráčských kategoriích atd. Mnohé organizace dávají za výjimečné výkony extra bonusové body (jak hráči který vyhrál, protože jeho Elo bylo pravděpodobně podceněno, tak i hráči, který prohrál – neboť tím, že prohrál s hráčem, jehož Elo bylo menší než odpovídalo jeho schopnostem, mu jeho Elo pokleslo o nepřiměřeně mnoho bodů), při výpočtu očekávaného výsledku se dá zohlednit zvýhodnění bílého (to dělala např. PCA). Některé rozdíly jsou velice drobné, např. USCF nezaokrouhluje matematicky, ale směrem od starého Elo.

## Elo a výkonnost hráče
Elo úplného začátečníka, který se zrovna naučil pravidla, se bude pohybovat pravděpodobně kolem hodnoty 100, „silný“ sváteční hráč bude mít Elo někde mezi 800-1000. Průměrný dospělý člen Šachového svazu USA (USCF) měl v roce 2002 Elo 1429 (průměr každoročně kolísá kolem hodnoty 1500) a průměrný žák USCF měl Elo 608.
| rozsah Elo | percentil |
| ---------- | --------- |
| nad 2600   | 100       |
| 2400–2599  | 99,95     |
| 2200–2399  | 99,66     |
| 2000–2199  | 98,21     |
| 1800–1999  | 94,66     |
| 1600–1799  | 87,38     |
| 1400–1599  | 77,35     |
| 1200–1399  | 67,22     |
| 1000–1199  | 58,40     |
| 800–999    | 50,23     |
| 600–799    | 41,29     |
| 400–599    | 31,14     |
| 200–399    | 19,82     |
| pod 200    | 9,31      |

## Jiné systémy
Jsou i jiné systémy na porovnávání výkonnosti, např. Glicko a TrueSkill.